# Риндинське сільське поселення (Поріцький район)
Ри́ндинське сільське поселення (рос. Рындинское сельское поселение) — муніципальне утворення у складі Поріцького району Чувашії, Росія. Адміністративний центр — село Риндино.
Станом на 2002 рік існувала Турдаковська сільська рада (села Риндино, Турдаково).

## Населення
Населення — 350 осіб (2019, 476 у 2010, 604 у 2002).

## Склад
До складу поселення входять такі населені пункти:
| Населений пункт | Населення, осіб (2002) | Населення, осіб (2010) |
| --------------- | ---------------------- | ---------------------- |
| Риндино, село   | 558                    | 463                    |
| Турдаково, село | 46                     | 13                     |